# 高崖水库 (榆中县)
高崖水库是中国甘肃省兰州市榆中县境内的一座水库，位于宛川河上，建于1958年。水库正常库容为203万立方米，集雨面积为131平方千米，海拔为2052米。